# Bjarne Iversen
Bjarne Iversen (n. 2 octombrie 1912, Vestre Aker⁠(d), Comuna Oslo⁠(d), Norvegia – d. 7 septembrie 1999, Comuna Nittedal, Akershus, Norvegia) a fost un schior de fond ce a reprezentat Norvegia, medaliat olimpic. A participat la o ediție a Jocurilor Olimpice (1936) în care a câștigat o medalie de argint.

## Participări
Lista de mai jos prezintă principalele competiții la care a participat Bjarne Iversen de-a lungul carierei.
- cross-country skiing at the 1936 Winter Olympics – men's 4 × 10 km relay[*]